# Ferrovie e Tramvie Vicentine
La Società per l'Ammodernamento e la Gestione delle Ferrovie e Tramvie Vicentine, nota anche come Ferrovie e Tramvie Vicentine (FTV) era una società per azioni di proprietà dell'amministrazione provinciale di Vicenza, che esercitava il trasporto pubblico interurbano con autobus nella provincia vicentina e svolgeva servizio urbano nei comuni di Bassano del Grappa, Valdagno e Recoaro Terme.
Dal 2016 l'azienda è confluita nella nuova Società Vicentina Trasporti.

## Storia

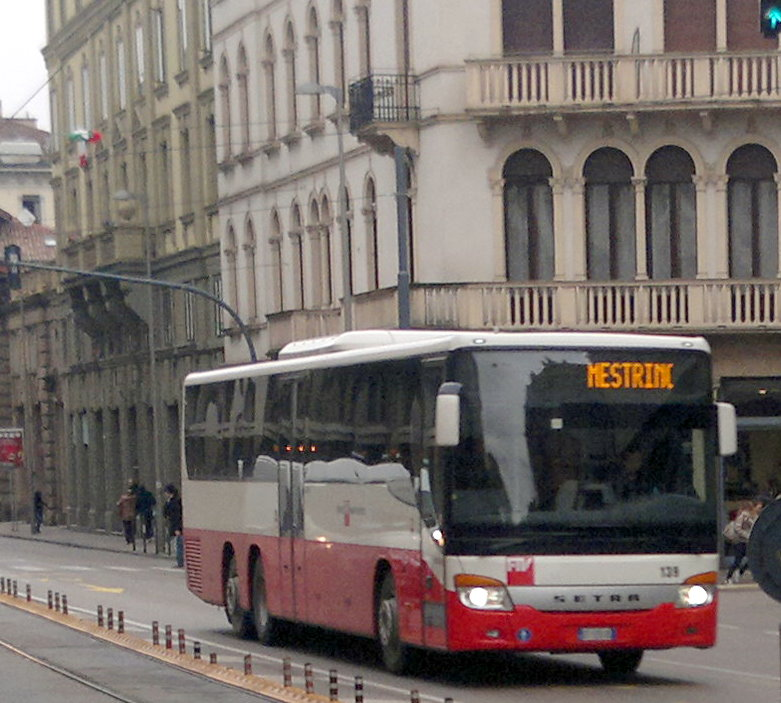
Setra S 417 UL delle FTV sulla linea Vicenza-Padova

La storia della FTV è strettamente legata a quella dello sviluppo della rete ferrotranviaria della zona, che trova eredità nel nome dell'azienda.

### Prodromi
La società inglese The Province of Vicenza Company Limited costruì la tranvia a vapore Vicenza-Montecchio Maggiore-Valdagno, con diramazione Montecchio-Arzignano, che fu aperta all'esercizio il 2 agosto 1880. Nel 1890, venne aperto il tratto Arzignano-Chiampo.
Nel 1907 all'azienda inglese subentrò la Società Tramvie Vicentine (STV), istituita l'anno precedente. Per la raccolta dei capitali curò l'emissione nel 1907 di titoli al portatore di 100 azioni da 100 Lire e in pochi anni costruì la Valdagno-Recoaro (1909-1910), la tranvia Vicenza-Bassano del Grappa (1910) e la Vicenza-Noventa-Montagnana (1911).
La difficile congiuntura economica del periodo mise ben presto l'azienda in uno stato di crisi: con sentenza 8 febbraio 1916, n. 42, il tribunale di Vicenza dichiarò il fallimento della Società Tramvie Vicentine, che proseguì tuttavia l'esercizio.
Le difficoltà economiche intanto proseguivano: fra il 1925 e il 1933 fu concesso alla STV l'esonero dalla partecipazione governativa sui prodotti lordi della tramvia Bassano-Vicenza-Montagnana, esteso a tutto il 1936 con regio decreto n. 672 del 26 marzo dello stesso anno, stante la persistente deficitarietà dell'esercizio della linea, consentendo all'esercente di proseguire l'attività.
Nel momento di massimo sviluppo la rete raggiunse oltre 130 km, sui quali si avvicendarono al servizio 39 locomotive a vapore di diversi tipi e costruttori.

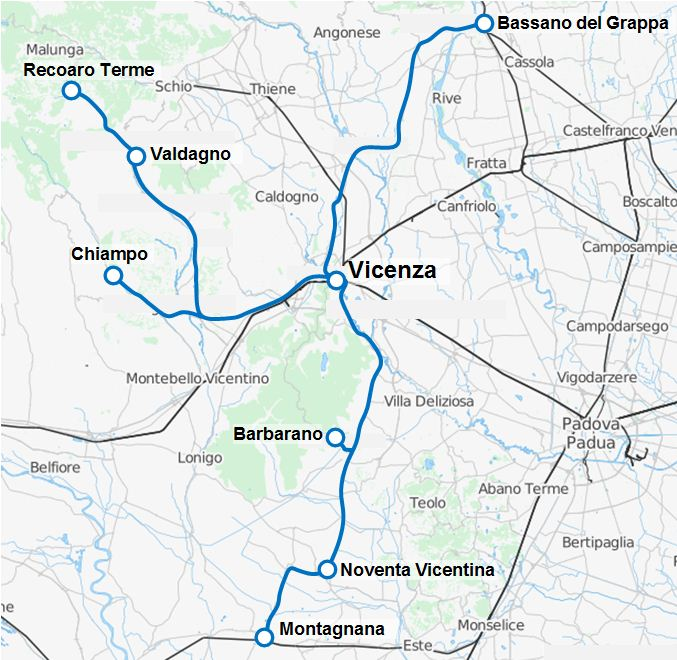
La rete ferroviaria STV/FTV al suo massimo sviluppo

Con il regio decreto n. 1818 del 7 luglio 1927 fu approvato il progetto per la sistemazione della stazione di Vicenza delle tramvie vicentine presentato il 4 aprile dalla STV, che prevedeva la sistemazione della stessa in conseguenza dell'elettrificazione della linea Vicenza-Recoaro e della diramazione San Vitale-Chiampo, nonché della costruzione di una progettata nuova linea che avrebbe dovuto congiungere Vicenza con Malo.
Per l'esercizio delle linee verso Bassano del Grappa e Montagnana furono invece acquisite automotrici Diesel e ad accumulatori in sostituzione del servizio a vapore per i treni passeggeri.
A partire dal 1929 furono diversi i progetti di elettrificazione della tranvia, coerentemente con ciò che era già stato fatto per la tranvia Vicenza-Valdagno, ma nessuno di essi ebbe poi seguito; nel 1938 fu presentato un progetto di trasformazione in filovia ben presto accantonato anch'esso a causa dell'imminente nuovo conflitto, durante il quale i binari, le strutture e i rotabili subirono ingenti danni.
Verso la fine del 1943 un bombardamento danneggiò gravemente il ponte stradale sul fiume Frassine, provocando la chiusura dell'esercizio tra Noventa e Montagnana; il servizio su tale tratta fu ripristinato dopo la cessazione delle ostilità, per poi venir definitivamente sostituito da un autoservizio a partire dal 1948, anno in cui fu riaperto il tratto tra Vicenza e Noventa. Questo fu ricostruito e ammodernato, con un armamento più pesante, tra il 1948 e il 1956, con lo spostamento dell'intero tracciato in sede propria.
Nel 1949 un progetto di legge rimasto lettera morta prevedeva, oltre alla costruzione del nuovo tronco Porta Monte-Campo Marzo, anche una nuova linea Noventa-Este Sant'Elena.
La rete, frattanto, vedeva l'impiego di 5,5 agenti per chilometro; il corrispondente ricavo risultava, per la linea di Recoaro e Chiampo di Lire 2.870.241, per la Vicenza-Bassano di Lire 683.313 e per la Vicenza Montagnana di Lire 625.526; i coefficienti di esercizio risultavano pari rispettivamente a 0,82, 1,31 e 1,37.

### La Ferrovie e Tramvie Vicentine

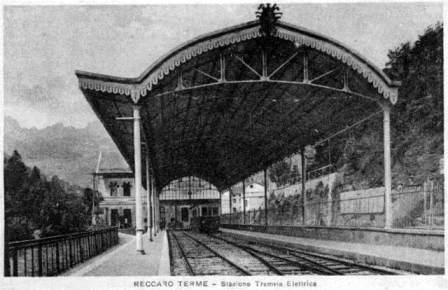
Stazione capolinea a Recoaro Terme

Nel 1951 alla STV subentrò la società Ferrovie e Tramvie Vicentine (FTV), che iniziò ad attuare un piano di ammodernamento concretizzatosi nella nuova stazione di Vicenza inaugurata nel 1956.
Tale atto rappresentò peraltro il canto del cigno della rete veneta: il tracollo finanziario anche di questa nuova società, unito all'incremento della motorizzazione privata e l'orientamento politico generale, che premeva per uno spostamento su gomma del trasporto pubblico, portarono nel 1961, con lo scadere dell'atto di concessione del 1910, alla chiusura delle tratte Valdagno-Recoaro e Vicenza-Bassano.
Nel 1970 l'azienda cambiò nuovamente denominazione, divenendo Società per l'Ammodernamento e la Gestione delle Ferrovie e Tramvie Vicentine ed attuando un piano di totale dismissione del servizio su ferro, affiancandolo e poi sostituendolo con uno automobilistico a partire dal 1º agosto 1978. Con ordine di servizio n. 11/1978, la sospensione venne prorogata sine die, in conseguenza dell'orientamento espresso a maggioranza dal consiglio provinciale il 28 settembre verso la sostituzione con autoservizi dell'intera rete FTV.

### Società Vicentina Trasporti
Il 1º marzo 2016 la società è confluita assieme alla sezione di AIM Vicenza dedicata al trasporto pubblico urbano (AIM Mobilità) in una nuova società denominata SVT, Società Vicentina Trasporti.

## Materiale rotabile ferrotranviario

### Locomotive a vapore
Poche testimonianza rimangono dell'epoca in cui l'esercizio era affidato alla The Province of Vicenza Steam Tramway Company Limited e alla Società Tramvie Vicentine. Il parco locomotive a vapore, inizialmente costituito da 6 locomotive di origine britannica, fu rapidamente incrementato a 10 unità a 2 e a 3 assi, di differenti costruzione e caratteristiche.
A tali macchine si aggiunsero in seguito ulteriori locomotive di costruttori diversi, fra cui la Borsig per l'esemplare a 3 assi da 60 kW n.11, che prestarono servizio anche sulle altre linee sociali STV/FTV portando il parco a raggiungere la consistenza di 39 unità.
Per la linea Vicenza-Noventa-Montagnana, ricostruita a scartamento ordinario nel 1911, erano disponibili 3 locomotive tranviarie Henschel a 3 assi numerate 24-26.
Intorno al 1920 un'unità cabinata a 3 assi di costruzione Krauss a suo tempo acquisita dalla società Tranvie Provinciali Napoletane venne ceduta alla Tramvia Pisa Pontedera Calci (PPC) che eserciva le linee per Pontedera e Marina di Pisa.
Fra le locomotive provenienti da altre reti figurava la San Donato, una Borsig del 1909 a 3 assi (n. di costruzione 7375) acquisita negli anni trenta dalla soppressa rete delle Tramvie Interprovinciali Padane (TIP).

### Elettromotrici e locomotive
Per il servizio a trazione elettrica, la STV ordinò all'Officina Meccanica della Stanga (OMS) 9 elettromotrici e 10 rimorchiate a carrelli contraddistinte da una caratteristica cassa a doghe in legno. Si trattava di unità costruite nel 1928/29 dotate di azionamenti elettrici TIBB con 4 motori da 110 kW con massa a vuoto di 42,3 t e lunghezza 17,1 m. La velocità massima era di 65 km/h, peraltro mai sviluppata a causa del limite a 60 km/h lungo la linea. I posti a sedere totali erano 45, di cui 6 di prima classe.
Ad esse si aggiungevano 3 locomotive elettriche dei medesimi costruttori per la trazione dei convogli merci; classificate DE 031-033 tali unità erano dotate di motori analoghi a quelli delle elettromotrici, erano lunghe 12,48 m e pesavano a vuoto 42,4 t. L'unità 031 fu demolita nel 1973.
Alcune delle elettromotrici, così come qualche rimorchiata, furono cedute alla LFI di Arezzo, che allora gestiva direttamente le linee per Stia e Sinalunga; a causa delle vicende societarie che portarono al provvisorio commissariamento della stessa, tuttavia, non tutti i rotabili giunsero effettivamente in Toscana; per altre unità è stato tentato un riutilizzo a fini museali.
Alle officine sociali LFI di Arezzo Pescaiola giunsero dunque le elettromotrici 006 e 009, trasferite ad Arezzo Pescaiola nel 1982 ove, permanentemente accoppiate fra loro, furono riclassificate EBDz 19-20. La 008, assieme alla rimorchiata 131, fu invece acquistata dalla Lima, società che produceva modellini ferroviari presso la quale furono allestite a museo aziendale visitabile all'interno dello stabilimento di Isola Vicentina fino alla sua chiusura. Un'altra rimorchiata, la n. 134, fu ceduta alla SEPSA di Napoli presso cui venne utilizzata come carrozza appoggio in composizione al proprio treno cantiere. L'elettromotrice 005 infine, assieme alla rimorchiata 132 e a un bagagliaio utilizzato come carro scudo, vennero dapprima acquisite dal Comitato per la Storia delle Ferrovie e Tranvie di Bologna, per essere successivamente cedute all'AICS di Belluno, che le accantonò all'aperto presso l'autoporto dell'Alpago una volta fallito l'obiettivo di restaurare il complesso ed esporlo presso la stazione FS per l'Alpago posta lungo la linea Vittorio Veneto-Ponte delle Alpi. L'unità 004, anch'essa assegnata alla LFI, venne demolita in seguito a un incidente, mentre il rimanente materiale fu demolito all'inizio del 1983. L'unità 001 fa bella mostra di sé come monumento a Valdagno.

### Automotrici Diesel e ad accumulatori

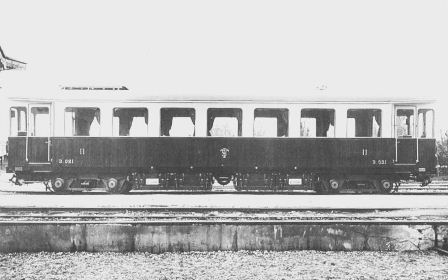
Elettromotrice STV B.021

Per far fronte alle evidenti necessità di rinnovamento del parco, fra il 1947 e il 1948 furono acquistate dalle FS 12 automotrici FS di costruzione Breda fuori uso, dei tipi ALb 56, ALn 56 e ALn 556, dalle quali vennero ricavate 8 automotrici, 3 rimorchiate e una locomotiva. Il 18 ottobre 1903 fu inaugurato il prolungamento da Arzignano a Chiampo.
I servizi passeggeri poterono dunque giovarsi dei seguenti rotabili:
- automotrici 021-024, costruite dalla Breda nel 1935 e derivanti dalla trasformazione attuata nel 1949 di ex ALn/ALb 56; rodiggio (1A) (A1), dotate di 2 motori della potenza di 82 kW ciascuno, erano lunghe 22,74 m e disponevano di 72 posti di cui 8 di prima classe[20]
- automotrici 026-029 analoghe alle precedenti ma rimotorizzate a cura delle officine FTV con 2 motori General Motors, da 118 kW ciascuno provenienti da carri armati statunitensi M4 Sherman, che innalzavano la tara a 26,35 t[20]. La 028 venne pressoché distrutta in un incidente poco prima della chiusura della linea[27].
- rimorchiate 0221-0223[28], ricavate dalla semplice smotorizzazione di altrettante automotrici.

Sempre per le linee di Noventa e Bassano, nel 1932 vennero acquistate due elettromotrici ad accumulatori realizzate dall'Officina Meccanica della Stanga con equipaggiamenti elettrici TIBB con batterie Tudor, le più potenti e veloci automotrici ad accumulatori in servizio in Italia. B.021-022.. L'aspetto caratteristico di tali rotabili, con cassa in legno, li accomunava alle elettromotrici già in servizio sulle linee per Recoaro Terme e Chiampo, contribuendo all'immagine di "svecchiamento" dei servizi.

### Locomotive e automotori da manovra
Per le manovre negli impianti sociali le FTV disponevano di tre caratteristici rotabili:
- la locomotiva 041 era un curioso esemplare ricavato a cura dell'OMS dalla trasformazione di un'automotrice Breda accorciata, dotata di motori General Motors recuperati da carri armati americani ed equipaggiata con 10 fanali e 6 respingenti[31]. L'unità sviluppava una potenza di 360 kW; il respingente centrale era utilizzato per la manovra del materiale a trazione elettrica, mentre quelli laterali per le automotrici utilizzate sulle linee per Bassano del Grappa e Noventa[32].
- l'automotore DE 051, costruito nel 1934, era un automotore a 2 assi di preda bellica di costruzione Borsig con trasmissione elettrica AEG tipo Köe, analogo ai coevi automotori FS del gruppo 213; il propulsore era un General Motors da 37 kW ricavato, come quelli della 041, da carri armati statunitensi M4 Sherman, montato nel 1947[20]. Nel 1985 tale rotabile fu ceduto anch'esso, assieme al carro FTV 167[33], alla LFI di Arezzo[34].
- l'automotore 062, di costruzione Badoni con motorizzazione Fiat era del tipo "sogliola", a 2 assi, con trasmissione a catene. Il propulsore erogava la potenza di 51 kW. Alienato nel 1951[20], il rotabile fu ceduto alla SEPSA[6].

La FTV operava inoltre una locomotiva, di costruzione probabilmente artigianale, utilizzata per le manovre all'interno del raccordo Marzotto.

### Rimorchiate
Le 10 rimorchiate OMS erano suddivise in due gruppi: le unità 131-136 erano dall'origine di sola seconda classe, mentre le 171-175 entrarono in servizio come vetture miste di prima e seconda classe, per essere in seguito anch'esse convertite alla classe unica.
Ad esse si aggiunse nel 1955 un lotto di ulteriori 3 unità a cassa metallica costruite a cura delle stesse FTV nelle proprie officine sociali e classificate 121-123.
Completavano la dotazione del parco 3 bagagliai a 2 assi classificati 196-198.

## Servizio di trasporto pubblico su gomma

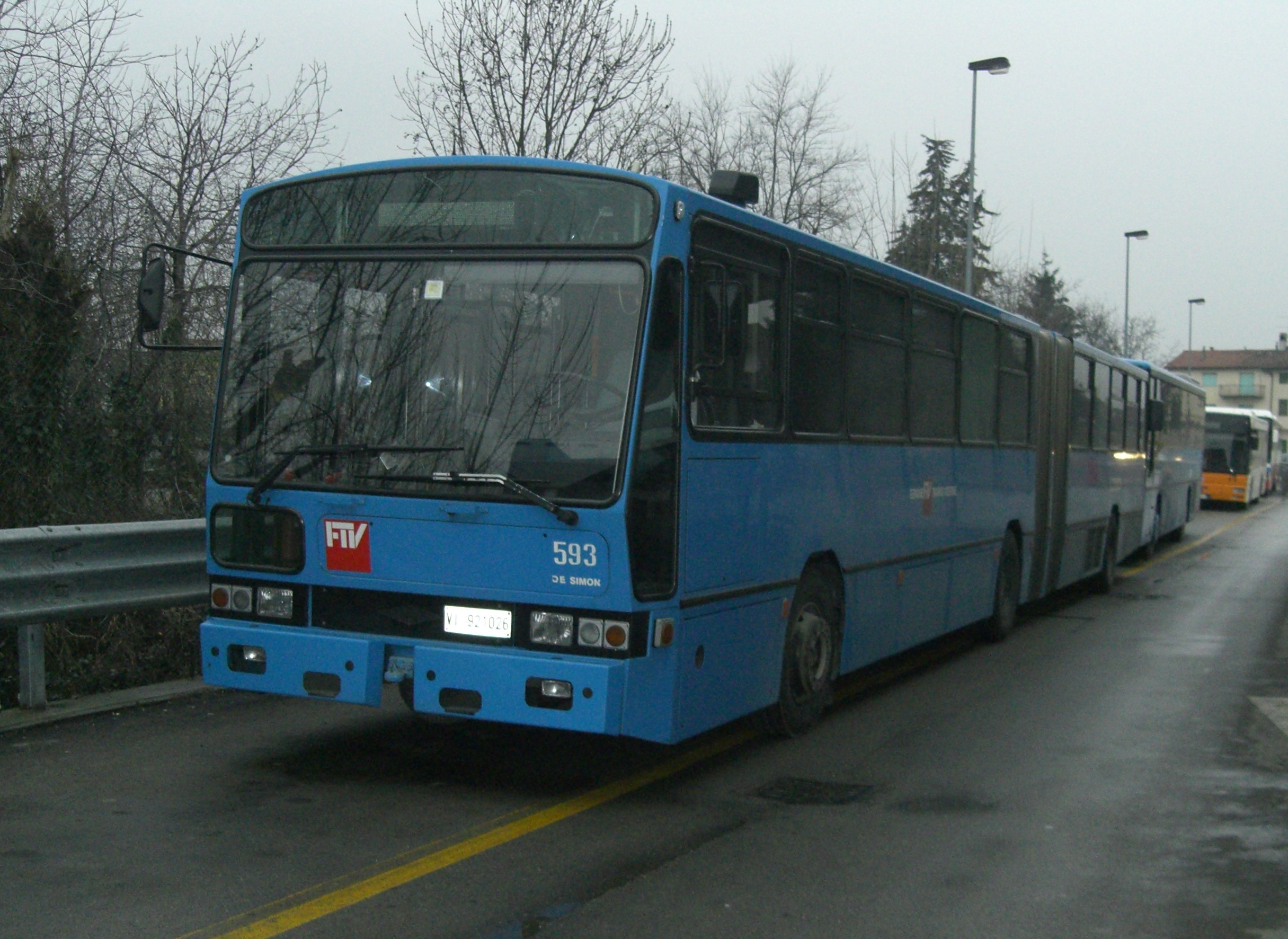
Inbus FTV nel 2006

Nel 1983, la FTV incorporò il ramo vicentino della SIAMIC e la FINCATO, diventando così la più importante società di autolinee della provincia.
Il valore della produzione è pari a circa 10 milioni di chilometri/anno, con il trasporto complessivo di quasi 11 milioni di passeggeri.

### Parco aziendale
Al 2008, la flotta FTV risultava composta da 260 veicoli di cui 247 autobus di linea e 13 autobus da rimessa, cioè destinati ai servizi di turismo e noleggio con conducente.